# Włodzimierz Ledóchowski (pułkownik)
Włodzimierz Franciszek de Paula Jan Ledóchowski hrabia herbu Szaława (ur. 24 grudnia 1865 w Uherskim Hradišciu, zm. 5 sierpnia 1933 w Wiedniu) – pułkownik kawalerii cesarskiej i królewskiej Armii, c. k. podkomorzy (1891), fligel adiutant cesarza Austrii i króla Węgier (1916–1918).

## Życiorys
Wywodził się z rodu Ledóchowskich herbu Szaława. Urodził się 24 grudnia 1865 w Uherskim Hradišciu, w rodzinie Antoniego Franciszka (1832–1885) i Izabelli Zeszner von Spitzenberg (ur. 1836).
Uczeń Akademii Terezjańskiej, który w latach 1876–1879 posiadał tytuł c. k. pazia. Po odbyciu jednorocznej służby wojskowej C. K. Armii w charakterze ochotnika w 1889 rozpoczął zawodową służbę w stopniu podporucznika ułanów bez określenia starszeństwa. Od początku był wcielony do 3 Galicyjskiego Pułku Ułanów w Łańcucie, który pozostał jego oddziałem macierzystym do 1918. Po ukończeniu Instytutu Nauki Jazdy trzykrotnie nauczycielem jazdy w szkołach dla oficerów brygad. W latach 1898–1903 był przydzielony do Komendy 10 Korpusu w Przemyślu na stanowisko adiutanta osobistego komendanta korpusu i generała komenderującego FZM Antona Galgótzy. Przez wiele lat był komendantem szwadronu. W 1909 został przydzielony do dworu arcyksiężnej Marii Józefy i przydzielony do służby podkomorzego przy arcyksięciu Maksymilianie. Pozostawał przy nim po wybuchu I wojny światowej. W jej trakcie został przydzielony do dworu następcy tronu, arcyksięcia Karola Franciszka Józefa, a wkrótce po tym gdy ten został cesarzem Austrii i królem Węgier (tj. 21 listopada 1916), został mianowany na stanowisko fligel adiutanta.
W czasie służby w c. i k. Armii awansował na kolejne stopnie w korpusie oficerów kawalerii: podporucznika (starszeństwo z 1 stycznia 1889), porucznika (1 maja 1893), rotmistrza 2. klasy (1 listopada 1900), rotmistrza 1. klasy (1904 ze starszeństwem z 1 listopada 1900), majora (1 listopada 1912), podpułkownika (1 maja 1915) i pułkownika (1 listopada 1917).
Po upadku monarchii towarzyszył cesarzowi Karolowi i cesarzowej Zycie na wygnaniu . Po zakończeniu wojny pozostawał w bliskich stosunkach z rodziną cesarską. Zmarł 5 sierpnia 1933 w Wiedniu.

## Ordery i odznaczenia
W czasie służby w c. i k. Armii otrzymał:
- Order Korony Żelaznej 3. klasy z dekoracją wojenną,
- Krzyż Zasługi Wojskowej 3 klasy z dekoracją wojenną i mieczami,
- Brązowy Medal Zasługi Wojskowej na wstążce Krzyża Zasługi Wojskowej,
- Brązowy Medal Zasługi Wojskowej na czerwonej wstążce,
- Krzyż za 25-letnią służbę wojskową dla oficerów,
- Złoty Medal Jubileuszowy Pamiątkowy dla Sił Zbrojnych i Żandarmerii,
- Krzyż Jubileuszowy Wojskowy[7].

## Rodzeństwo
Włodzimierz Ledóchowski urodził się jako siódme z dwunastu dzieci Antoniego Franciszka oraz piąte z dziewięciorga dzieci ze związku Antoniego Franciszka z drugą żoną Izabellą Zeszner von Spitzenberg. Jego rodzeństwo to:
- Mieczysław Wincenty Gabriel (1858–1935), tytularny generał major c. i k. Armii i tytularny generał podporucznik Wojska Polskiego,
- Zygmunt Antoni Józef (1861–1944), ksiądz prałat, proboszcz w Kromieryżu[24],
- Gabriela Magda Magdalena Wincencyna Karolina (1862–1960),
- Henryk Wincenty Maria (1864–1904), c. i k. szambelan, sekretarz namiestnictwa na Morawach,
- Józef Franciszek Antoni Maria (1867–1941), major c. i k. 3 Pułku Ułanów[25],
- Zofia Franciszka Maria Magdalena (1871–1944), która została żoną Maksymiliana von Bissingen und Nippenburg (zm. 1903), kapitana korwety c. i k. Marynarki Wojennej,
- Izabela Maria Teresa Stefania (1873–1863),
- Julia Maria Immakulata (1874–1970),
- Franciszek Władysław Cyryl (1876–1954)[26].

Z pierwszego małżeństwa Antoniego Franciszka z Julią Logothetty (1833–1854) urodziły się dwie córki:
- Franciszka de Paula Maria Julianna (ur. 1853), która została żoną Gustava Wilhelma Alfreda von Henikstein (1840–1909), marszałka polnego porucznika c. i k. Armii,
- Helena Jadwiga Sydonia (ur. 1854), zamężna z Ernstem Kopfinger von Trebbienau, pułkownikiem 84 Dolnoaustriackiego Pułku Piechoty[27].

Kuzynostwo
- Urszula Ledóchowska (1865–1939), święta katolicka, założycielka Urszulanek Serca Jezusa Konającego[potrzebny przypis],
- Ignacy Kazimierz Ledóchowski (1871–1945), generał dywizji Wojska Polskiego[potrzebny przypis].